# Pryngeps

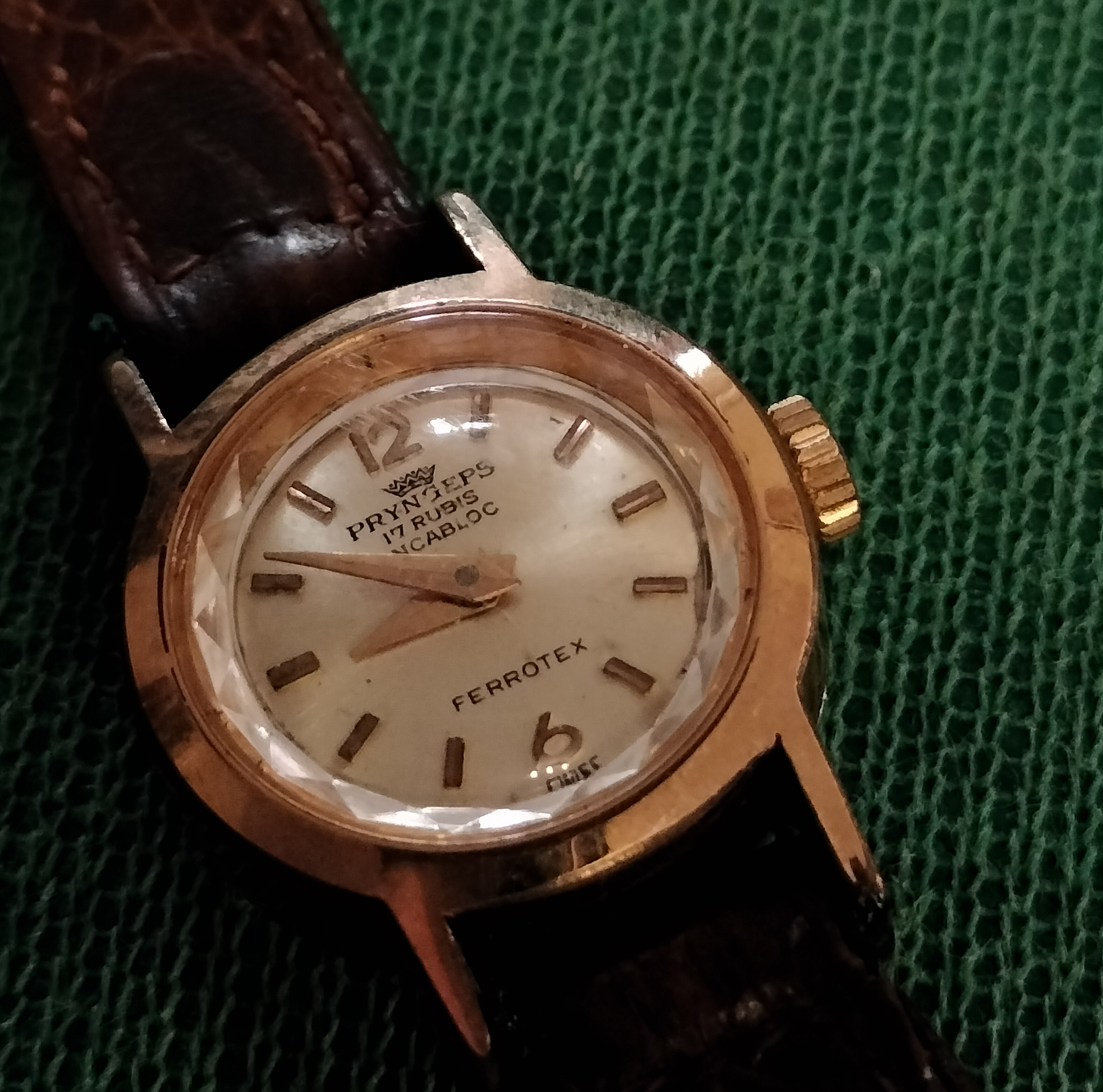
Pryngeps Ferrotex lady, primi anni '60

Pryngeps è un'azienda italiana produttrice di orologi, con sede a Milano.

## Il marchio

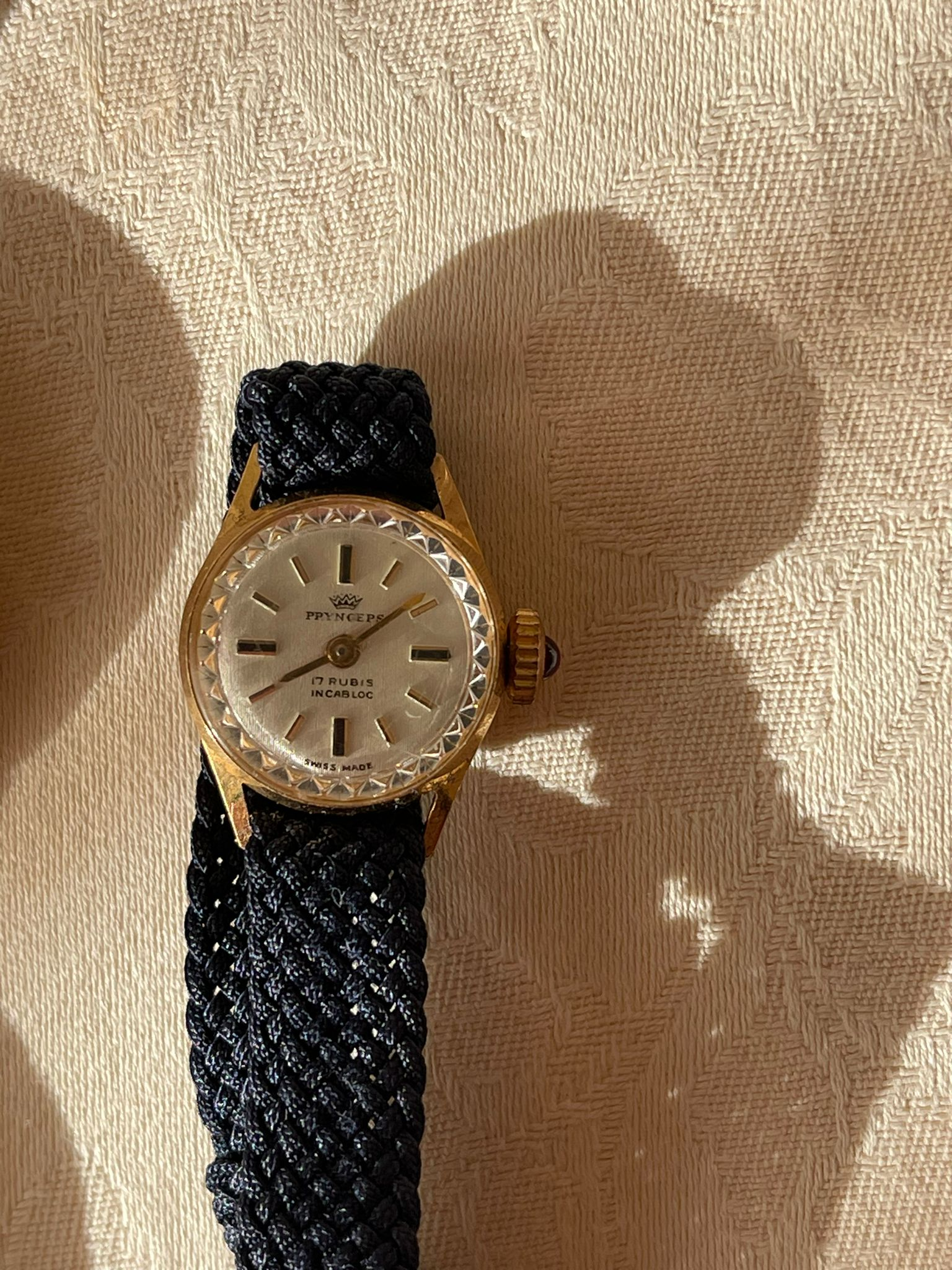
Pryngeps nanette in oro a carica manuale, fine anni '50

Nel 1956 a Milano, Leonardo e Michele Farinola fondano la ditta Pryngeps, che realizza orologi da polso solo tempo e cronografi:  alcuni dei quali montanti movimenti Landeron di fornitura. Il logo utilizzato da Pryngeps è una corona a cinque punte, simile a quella di Rolex, ma più bassa e larga, resa con una grafica più semplificata a partire dagli anni ottanta.

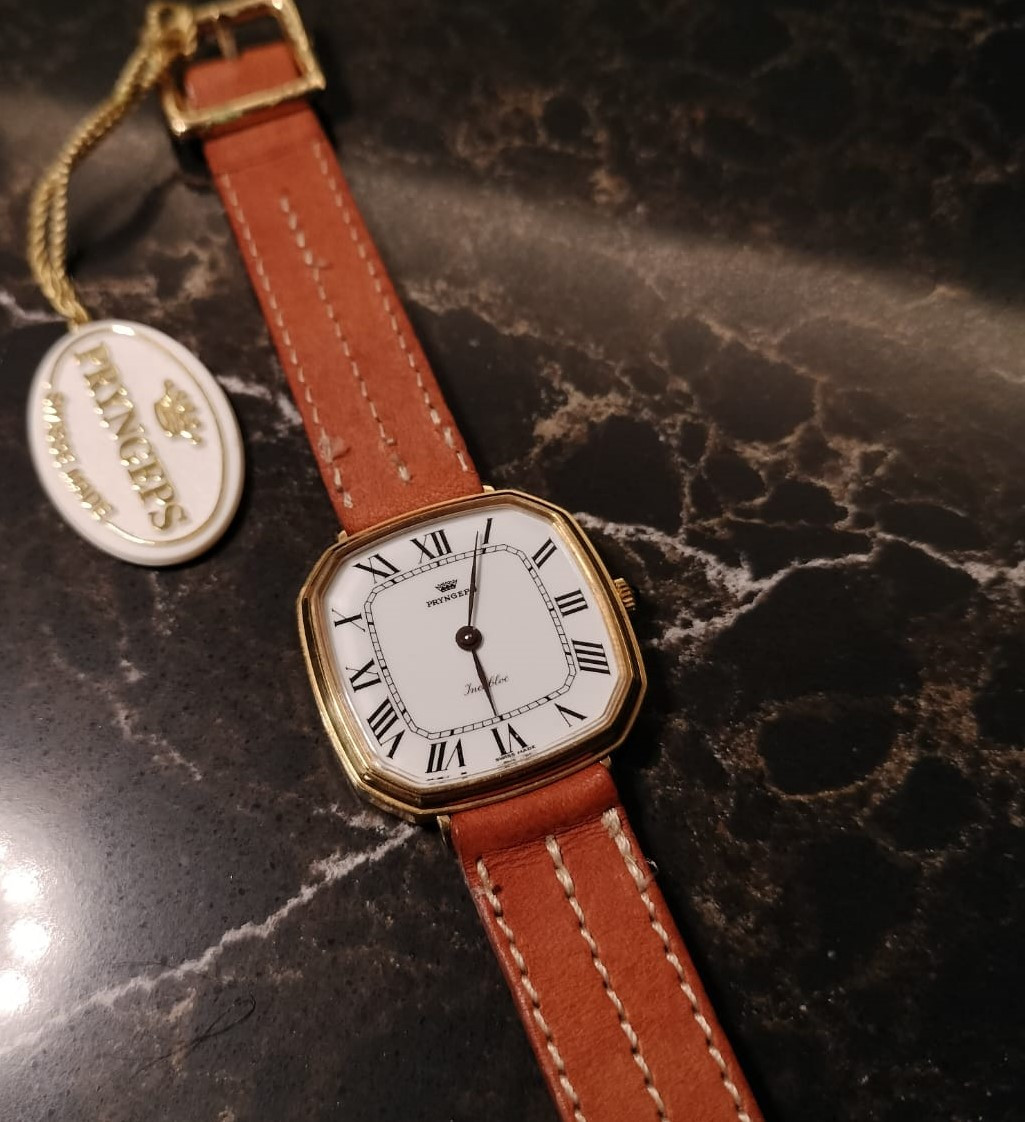
Pryngeps dress watch fine anni '70 - inizio anni '80

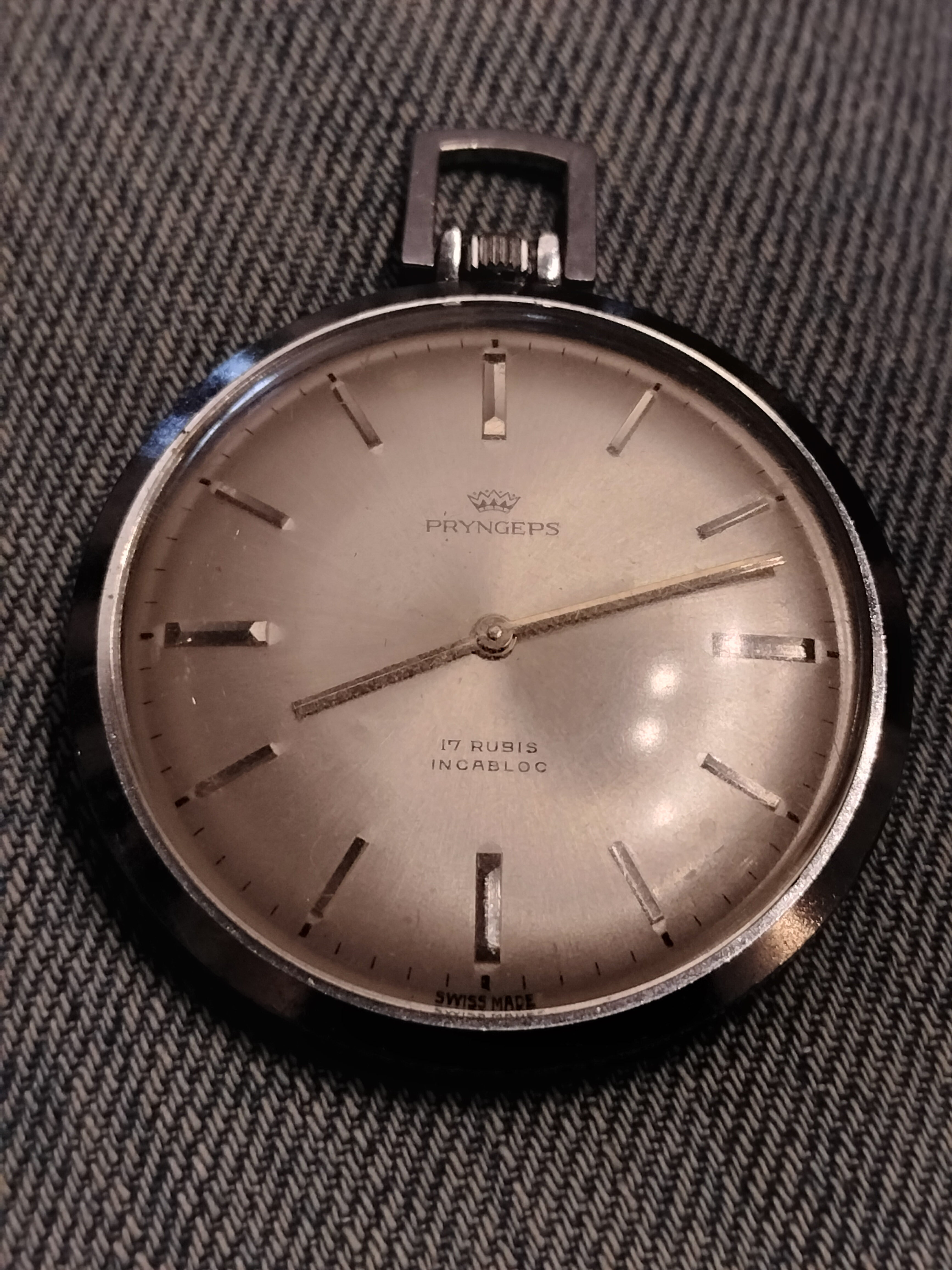
Pryngeps da tasca, anni '70

## Storia
Negli anni ottanta la collezione Flatline realizza orologi molto sottili e con ingombri contenuti nonché altri dall'estetica assai simile al Rolex Datejust. In questo periodo si diffondono anche le linee Noblesse (con orologi solo tempo e indicazione del datario periferico) e Magic Moon, con fasi lunari di grandi dimensioni secondo la moda del periodo. In questo periodo la casa realizza anche un simpatico orologio con un gettone telefonico al posto del quadrante, il quale ben presto diventerà una piccola "mascotte" tra gli appassionati.

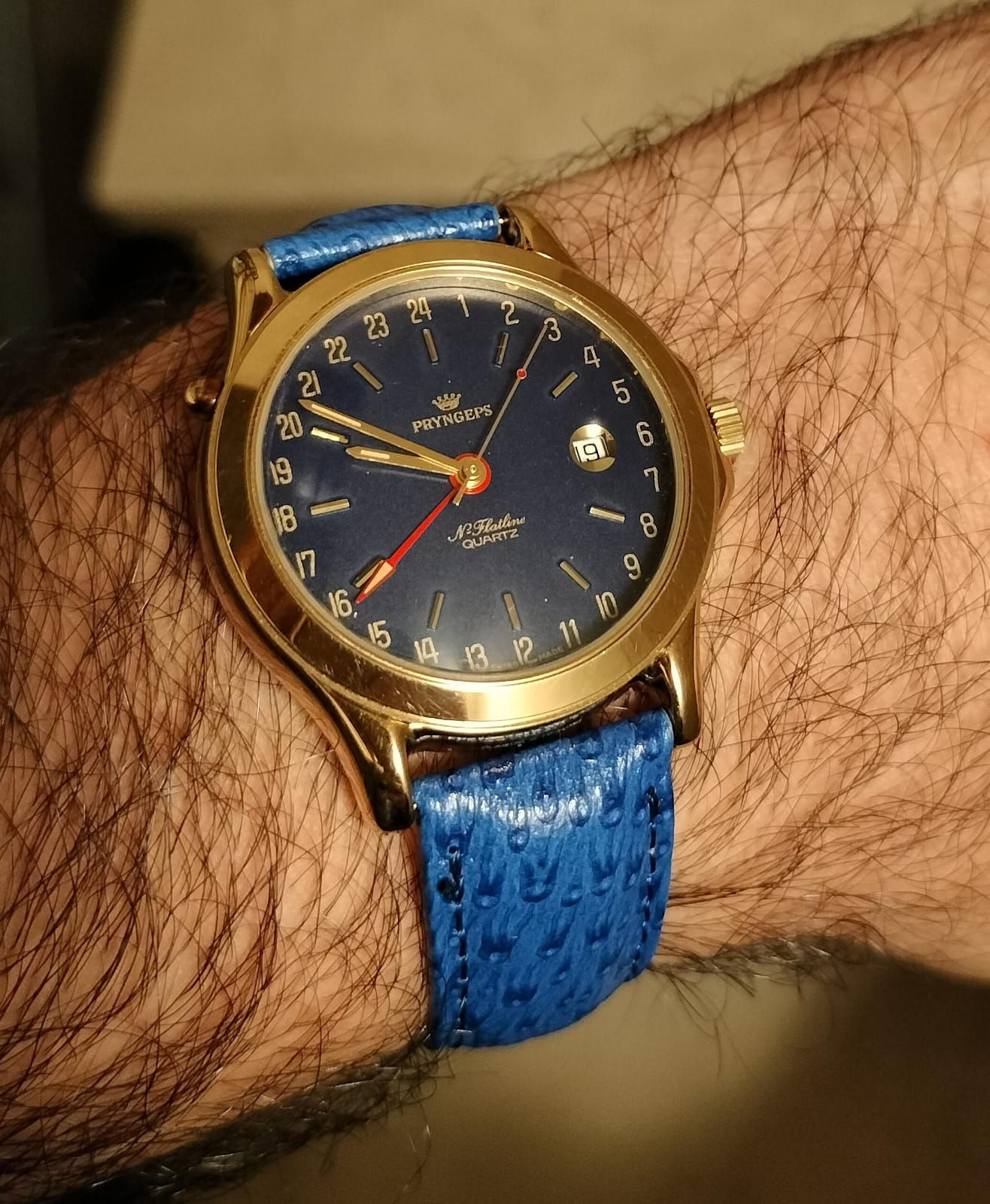
Pryngeps N Flatline dual time al quarzo, fine anni Ottanta

Tra gli anni ottanta e novanta nasce la linea Sangue Blu, caratterizzata all'inizio da dress watch e orologi dall'estetica sobria ed elegante, ma poi ampliata anche con cronografi più sportivi, e la collezione Horizon. Un'altra linea tipica del periodo è la N Flatline, che contraddistingue orologi dallo spessore contenuto e dal design piuttosto minimale. Verso la fine degli anni Ottanta, inoltre, lo stemma di Pryngeps (la corona) viene stilizzata e leggermente semplificata.
Nello stesso periodo viene presentato lo sportivo Tide, un segnatempo al quarzo certificato cronometro con la funzione di segnare le fasi lunari e le maree, e si diffondono anche i cronografi sportivi della linea Master, il cui design richiama vagamente quello del Breitling Chronomat. 

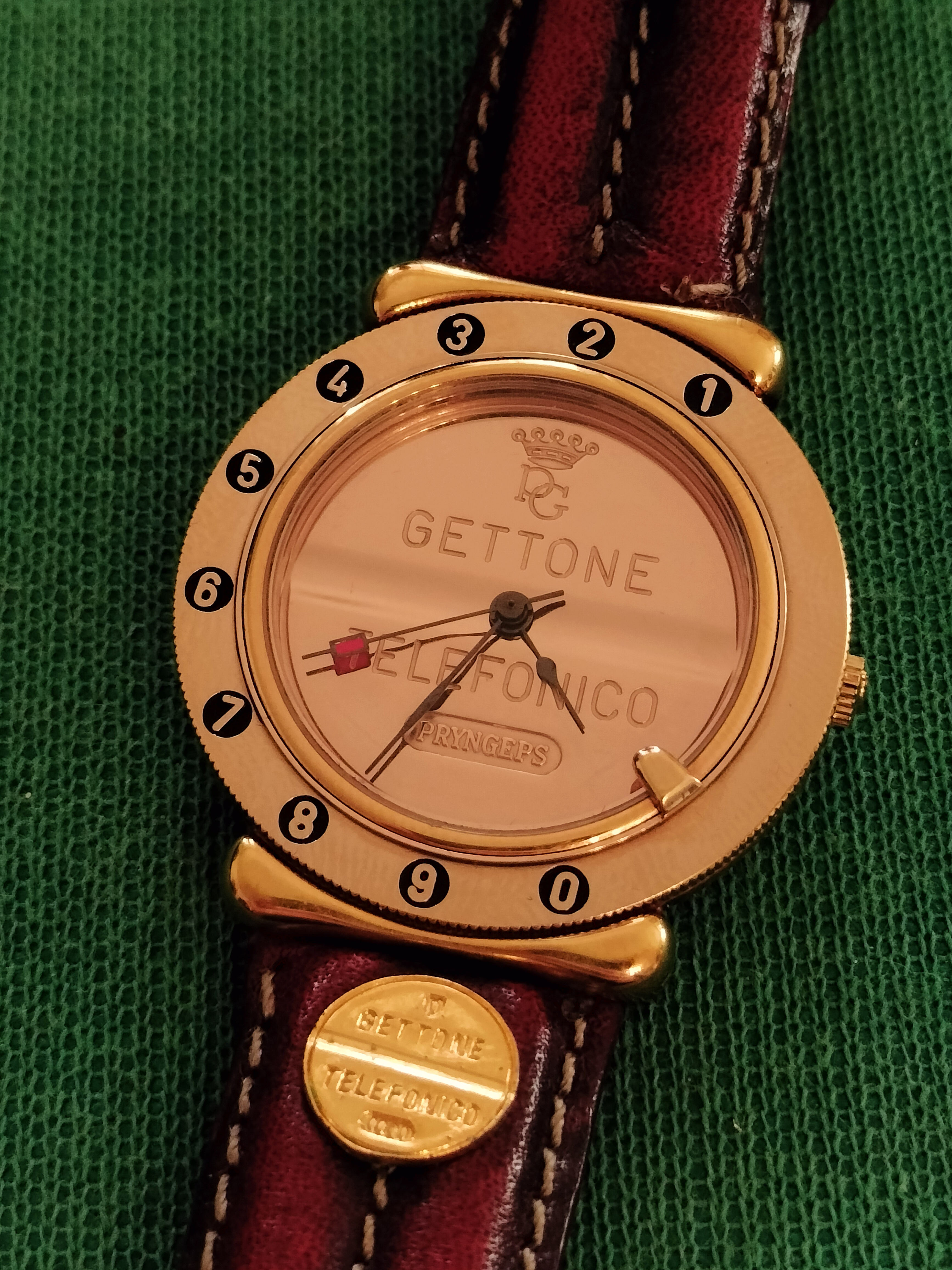
Pryngeps Gettone Telefonico, anni '80

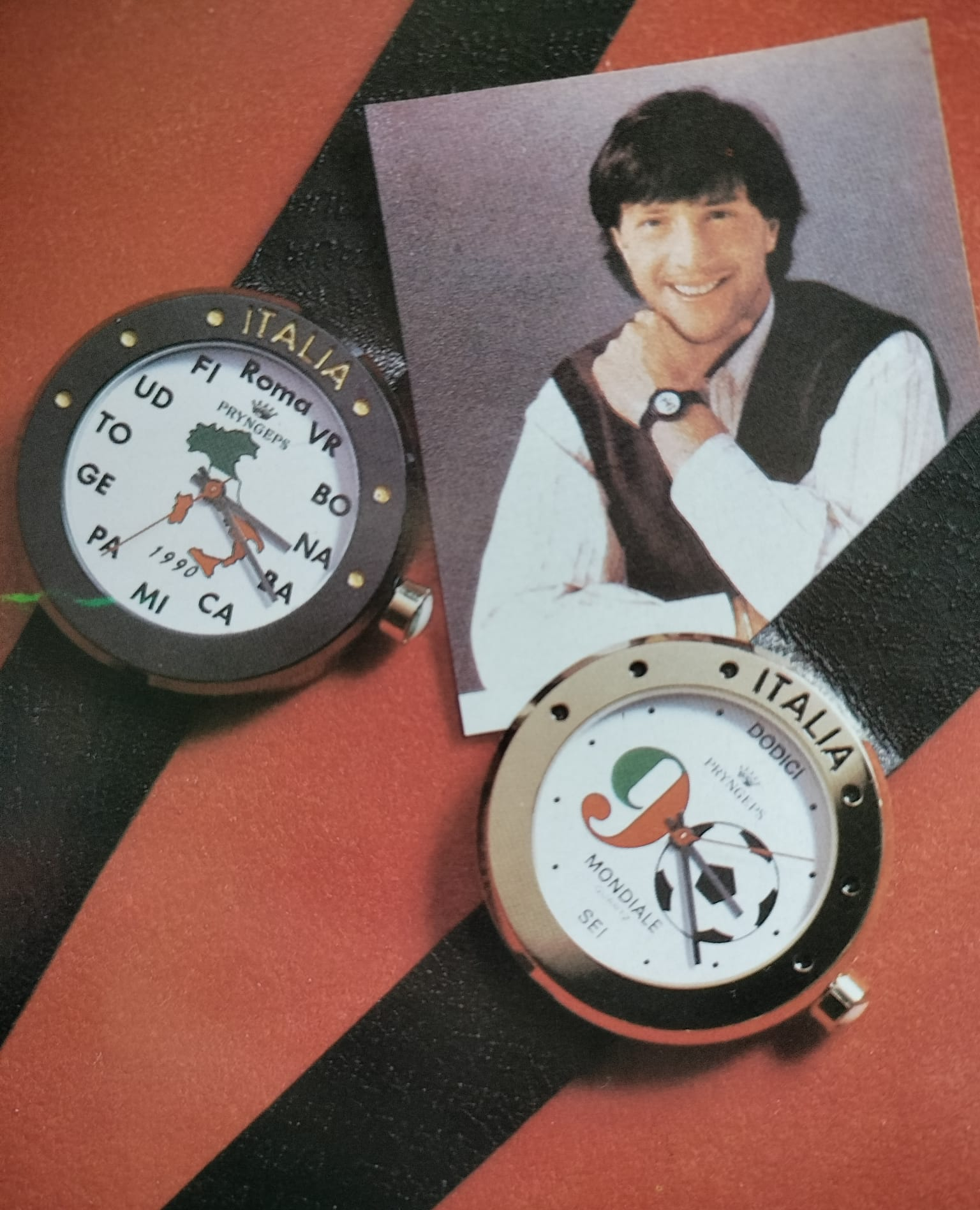
Frammento pubblicitario degli orologi Pryngeps per i campionati mondiali di Italia '90. Testimonial il portiere Walter Zenga.

Nel 1990 esce la collezione Italia 90, celebrativa del campionato mondiale di calcio in Italia e viene coinvolto come testimonial il portiere Walter Zenga.

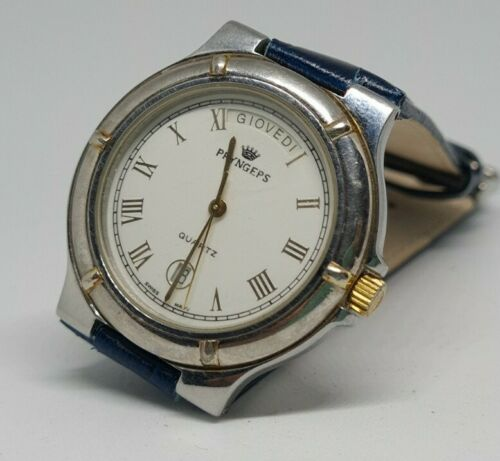
Pryngeps al quarzo, metà anni novanta circa.

Nella prima metà degli anni novanta si diffonde la collezione Jamaica, fatta di orologi al quarzo molto colorati, alcuni dei quali con display a cristalli liquidi. In particolare il Jamaica Sound era dotato della funzione di ripetizione minuti che consentiva, tramite un avvisatore acustico, di venire a conoscenza dell'orario tramite il suono.

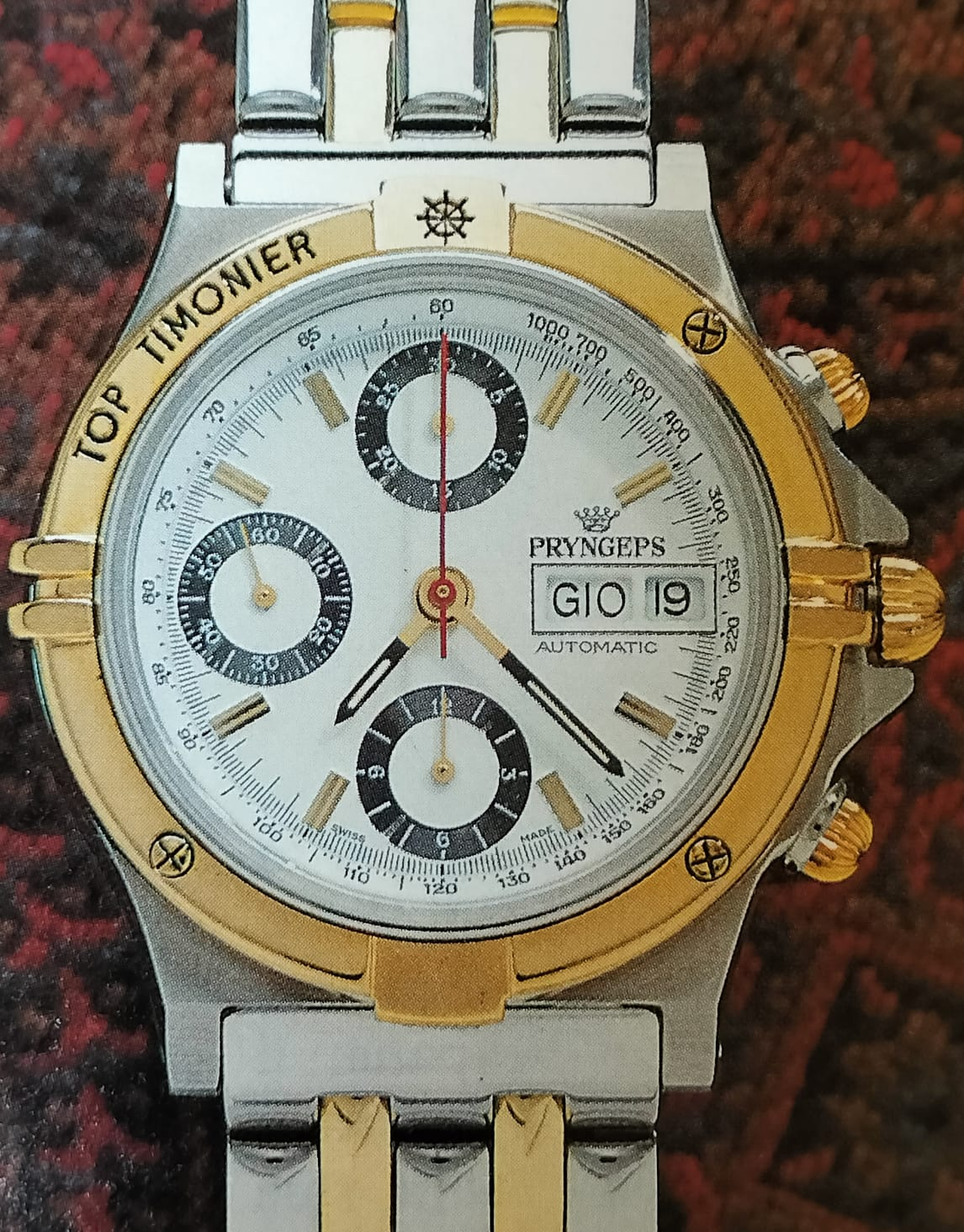
Pryngeps Top Timonier con movimento Valjoux 7750, anni '90

A inizio anni duemila tornano i cronografi di casa Pryngeps, anche automatici, molti alimentati dall'affidabile Valjoux 7750.
Essendo sempre stato lo stemma dell'azienda una corona, nel 2006, per celebrare i 50 anni di attività del marchio, è stata lanciata la collezione Corona.
Nel 2016 l'azienda viene acquistata dalla famiglia Esani, attuale proprietaria.
In listino sono diverse le collezioni proposte, buona parte delle quali tradiscono un richiamo a marchi più noti nel mondo dell'orologeria (le linee Mediterraneo e Adriatico richiamano il design del Rolex Submariner, mentre la collezione Erre X è un rimando al Rolex Datejust).